# Drugi rząd Gyłyba Donewa
Drugi rząd Gyłyba Donewa – 101. rząd w historii Bułgarii funkcjonujący od 3 lutego 2023 do 6 maja 2023.
W czerwcu 2022 Zgromadzenie Narodowe przegłosowało wotum nieufności wobec funkcjonującego od grudnia 2021 rządu Kiriła Petkowa. W parlamencie nie stworzono nowego porozumienia większościowego, na skutek czego prezydent Rumen Radew 1 sierpnia 2022 zarządził przedterminowe wybory i powołał gabinet techniczny, na czele którego stanął Gyłyb Donew. Gabinet ten rozpoczął urzędowanie następnego dnia. Po wyborach z października 2022 również nie zawiązano koalicji. W konsekwencji prezydent zarządził kolejne przedterminowe wybory i utworzył nowy rząd techniczny, na czele którego po raz drugi stanął Gyłyb Donew. Gabinet ten rozpoczął urzędowanie 3 lutego 2023.
Gabinet funkcjonował do 6 czerwca 2023, gdy zaprzysiężony został rząd Nikołaja Denkowa.

## Skład rządu
- premier: Gyłyb Donew[3]
- wicepremier ds. funduszy europejskich: Atanas Pekanow
- wicepremier ds. polityki społecznej, minister pracy i polityki socjalnej: Łazar Łazarow
- wicepremier ds. polityki gospodarczej, minister transportu i komunikacji: Christo Aleksiew
- wicepremier ds. porządku publicznego i bezpieczeństwa, minister spraw wewnętrznych: Iwan Demerdżiew
- minister finansów: Rosica Wełkowa-Żelewa
- minister obrony: Dimityr Stojanow
- minister zdrowia: Asen Medżidiew
- minister rozwoju regionalnego i robót publicznych: Iwan Sziszkow
- minister edukacji i nauki: Saszo Penow
- minister spraw zagranicznych: Nikołaj Miłkow (do maja 2023)[6], Iwan Kondow (od maja 2023)[6]
- minister sprawiedliwości: Krum Zarkow
- minister kultury: Najden Todorow
- minister ochrony środowiska i gospodarki wodnej: Rosica Karamfiłowa-Błagowa
- minister rolnictwa: Jawor Geczew
- minister gospodarki i przemysłu: Nikoła Stojanow
- minister energetyki: Rosen Christow
- minister innowacji i wzrostu: Aleksandyr Pulew
- minister turystyki: Ilin Dimitrow
- minister młodzieży i sportu: Weseła Leczewa
- minister ds. e-administracji: Georgi Todorow